# Zeche Vereinigte Präsident
Die Zeche Vereinigte Präsident war ein Steinkohlebergwerk in Bochum. Sie ist nach dem Oberpräsidenten Freiherr Ludwig von Vincke benannt. Die Zeche zählte zu den ersten Bergwerken im Ruhrbergbau, die unter die Mergeldecke vordrangen. Bis zu den Eingemeindungen 1904 war Schacht II der Zeche einer von zwei Schächten auf dem alten Gebiet der Stadt Bochum.

## Geschichte
Der erste Schacht der Zeche Präsident wurde 1840 als Schurfschacht geteuft. 1842 erreichte dieser Schacht bei 44 Meter Teufe das Karbon. 1844 wurde die Förderung in diesem Schacht aufgenommen. Die Zeche gilt als erste Zeche im westfälischen Raumes des Ruhrgebietes mit einem Tiefbauschacht. 1852 wurde ein weiterer Schacht als Wetterschacht in Betrieb genommen. Sie wurde später, 1858, mit 808 Bergleuten als Belegschaft die größte Zeche im Ruhrrevier.
Der Schacht Wilhelm wird als zweiter Schacht 1871 geteuft. Der Schacht befand sich 800 Meter östlich von Schacht I zwischen Hofsteder Straße und Dorstener Straße. Im Verlauf der Zeit kamen 1871 noch der Schacht 3 und 1923 ein weiterer Schacht hinzu. Zwischen 1847 und 1930 wurde auf der Schachtanlage eine Kokerei betrieben.
Die Werkbahn hatte Anschlüsse zu drei Bahngesellschaften, der Bergisch-Märkischen Eisenbahn-Gesellschaft (BME), der Rheinischen Eisenbahn-Gesellschaft (RhE) und der Cöln-Mindener Eisenbahn-Gesellschaft (CME).
Der Bergarbeiterstreik von 1889, der erste organisierte Massenstreik im Ruhrbergbau, und bis dahin der größte Arbeiterstreik in Deutschland, begann am 24. April auf der Zeche Präsident.
Auf der Zeche kam es mehrfach zu Schlagwetterexplosion mit Todesfolge. 9 Todesopfer waren am 2. Juni 1883 zu beklagen. Am 30. Juli 1917 kam es zu 24 Todesopfern. Für die 28 toten Kumpel von der Explosion am 31. August 1936 wurde auf dem Friedhof Hamme ein Ehrenmal errichtet.
Auf der siebten Sohle, in 420 Meter Tiefe, wurde 1924 eine Sandsteinplatte mit der Fährte eines Landwirbeltier gefunden. Das Spurenfossil wurde nach der Zeche als Ichniotherium praesidentis bezeichnet. Es ist die Spur der Tierart, die heute als älteste in Deutschland gefundenen gilt. Die Platte wird heute im Deutschen Bergbau-Museum Bochum ausgestellt.
Die höchste Förderung wurde auf der Zeche Präsident im Jahre 1929 erzielt. 2.504 Beschäftigte förderten 864.706 Tonnen Steinkohle.
Während des Zweiten Weltkriegs wurden in Gängen des Bergwerks unter dem Codenamen „Maultier“ unterirdische Fabrikationsanlagen des Bochumer Vereins angelegt.
Am 29. September 1943 gab es auf den Schächte I/IV schwere Zerstörungen durch einen Luftangriff. Daher wurden auf der Zeche 1944 die Förderung eingestellt, und nur noch Eigenbedarfsförderung für die Wasserhaltung betrieben. Präsident gehörte zu den sehr wenigen Zechen im Ruhrgebiet die durch Kriegsschäden komplett aufgegeben wurden.
Bis 1966 wurde auf der Zeche im Verbund mit anderen Zechen Wasserhaltung betrieben. Teile des Grubenfeldes wurden an die Zeche Carolinenglück abgetreten. Die Wasserhaltung wurde 1966 aufgegeben und im gleichen Jahr die Schächte II / IV verfüllt. Schacht III folgte 1968.

## Ehrenmal für das Schlagwetterunglück 1936 auf Zeche Präsident

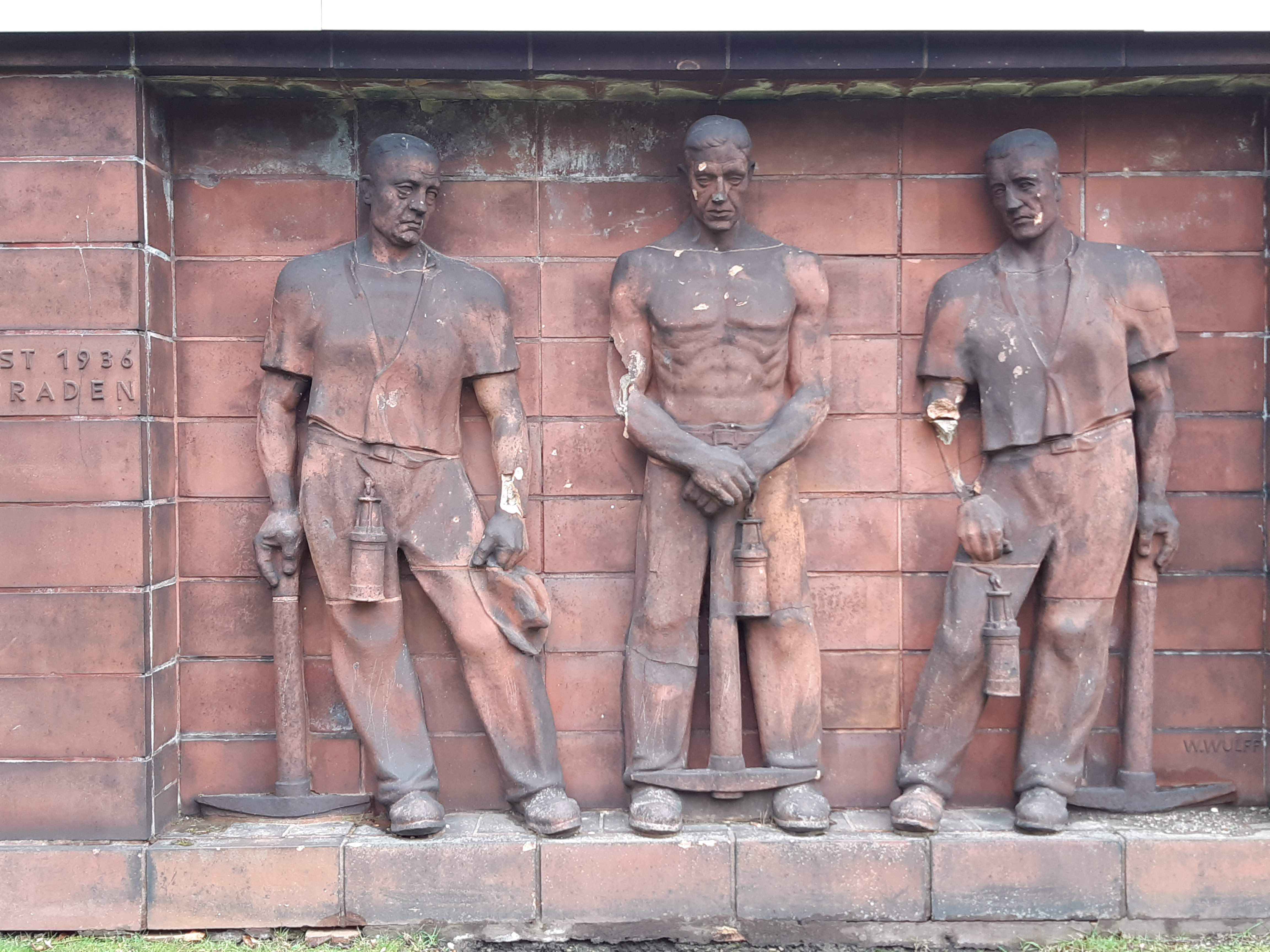
Drei trauernde Bergmänner, 2021
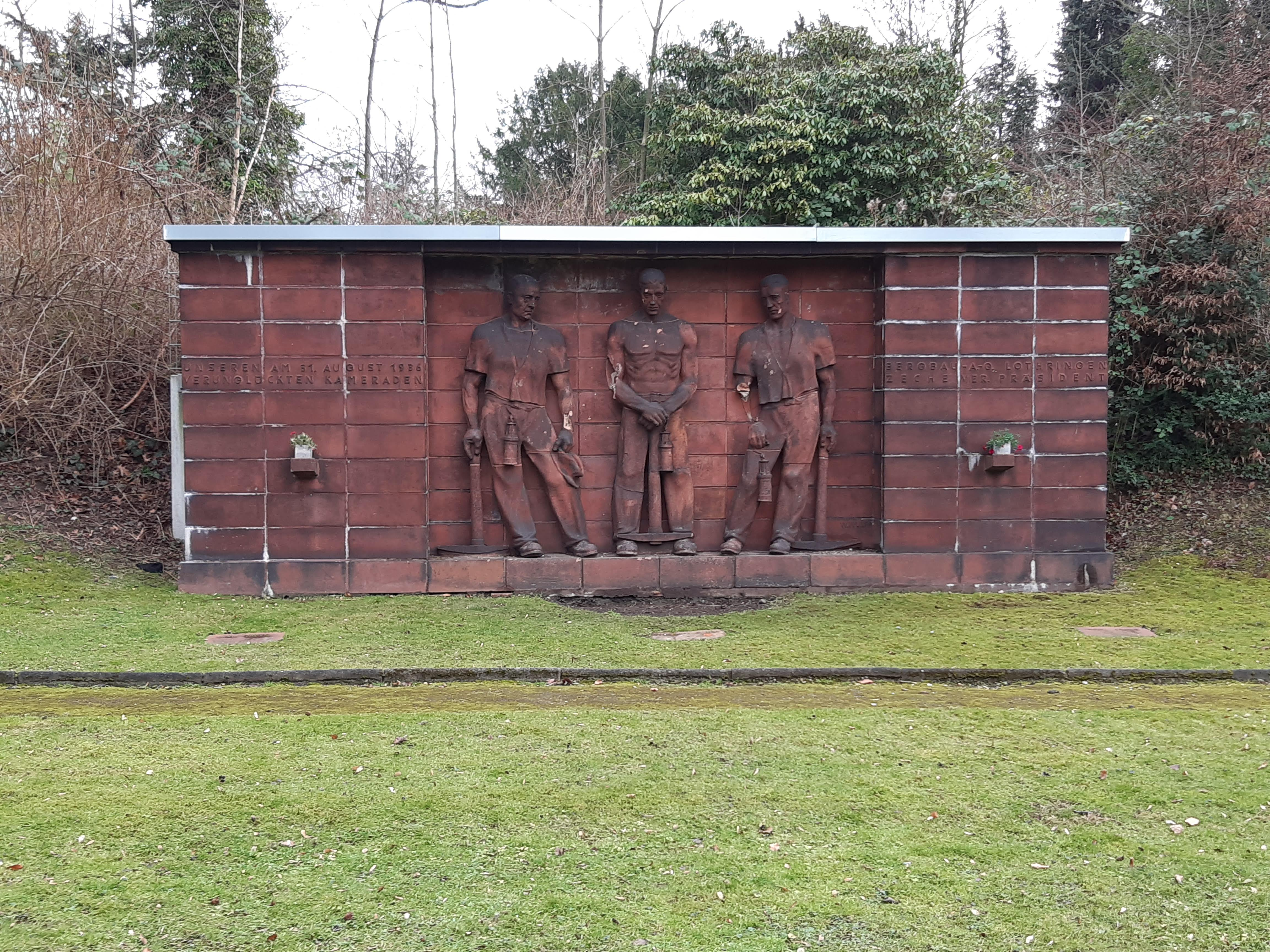
Ansicht des Ehrenmals, 2021
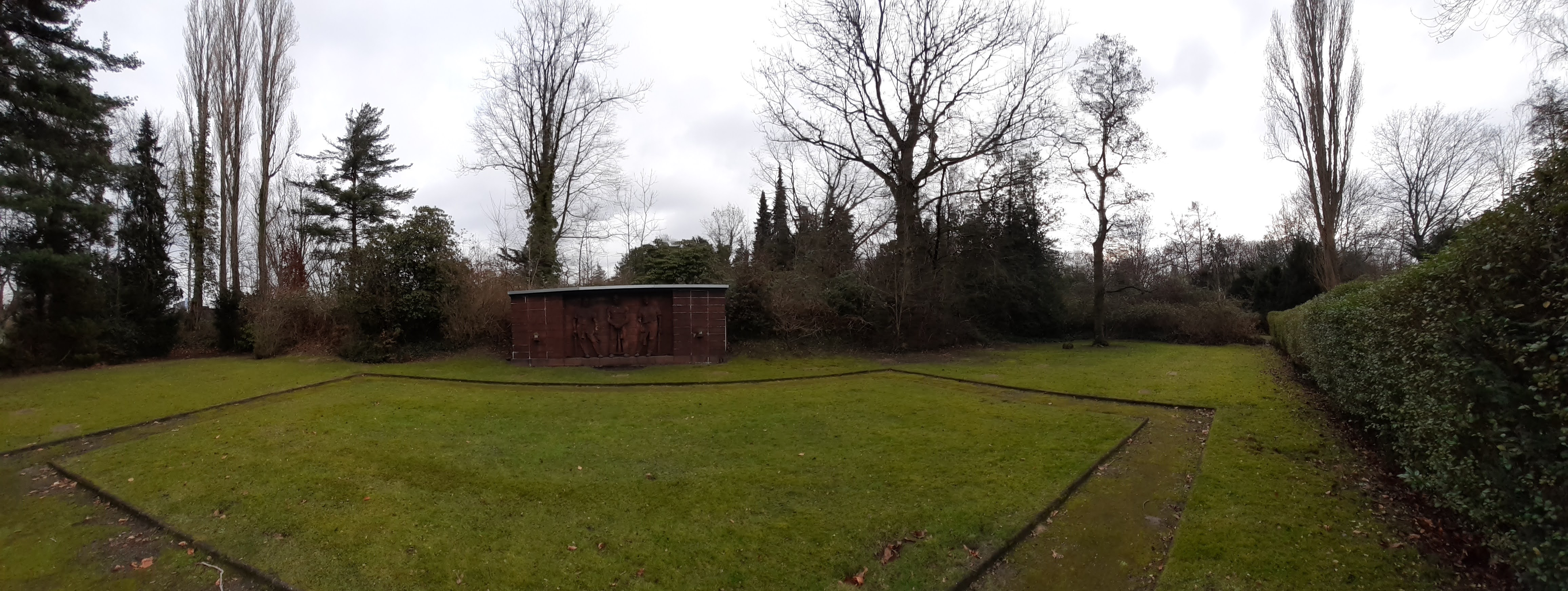
Gesamtansicht der Anlage

Für die am 31. August 1936 verunglückten Bergleute der Zeche Präsident wurde auf dem Friedhof Hamme an der Wanner Straße ein durch den Künstler Wilhelm Wulff entworfenes Ehrenmal geschaffen. Dies ist eines der erhaltenen Denkmäler aus der Zeit des Dritten Reichs in Bochum. Die Figuren sind aus Terracotta geformt und mit der Zeit stark beschädigt worden. Eine außergewöhnliche Darstellung gibt es bei dem mittleren Bergmann, der seine schwere Hacke auf den Füßen abzustellen scheint.